# رايموند جيسي
رايموند جيسي (بالهولندية: Raymond Gyasi)‏ هو لاعب كرة قدم هولندي في مركز نصف الجناح، ولد في 5 أغسطس 1994 في أمستردام في مملكة هولندا. شارك مع منتخب غانا تحت 23 سنة لكرة القدم. أما مع النوادي، فقد لعب مع إي زد ألكمار ورودا كيركراده ونادي إيمن.

## وصلات خارجية
- رايموند جيسي على موقع قاعدة بيانات كرة القدم.إي يو (الإنجليزية)
- رايموند جيسي على موقع Soccerway.com (الإنجليزية)
- رايموند جيسي على موقع عالم كرة القدم.نت (الإنجليزية)
- رايموند جيسي على موقع AS.com (الإسبانية)